# شتيفان رازفان
شتيفان رازفان (توفي في ديسمبر 1595) وهو غجري من الدولة الرومانية التاريخية في الأفلاق، الذي أصبح فويفود (الأمير) مولدوفا (بين 24 أبريل 1595 وأغسطس 1595).